# Esqui aquático nos Jogos Pan-Americanos de 2015 - Geral masculino
A competição do geral masculino foi um dos eventos do esqui aquático nos Jogos Pan-Americanos de 2015, em Toronto. Foi disputada no canal oeste do Lago Ontário no dia 22 de julho.

## Calendário
Horário local (UTC-4).
| Data        | Horário | Fase   |
| ----------- | ------- | ------ |
| 22 de julho | 10:25   | Finais |

## Medalhistas
| Ouro   | CHI Felipe Miranda  |
| Prata  | CAN Jaret Llewellyn |
| Bronze | ARG Javier Julio    |

## Resultados
| Colocação         | Atleta          | Nacionalidade      | Truque | Geral Truque | Slalom        | Geral. Slalom | Rampa | Geral. Ranpa | Total Geral |
| ----------------- | --------------- | ------------------ | ------ | ------------ | ------------- | ------------- | ----- | ------------ | ----------- |
| Medalha de ouro   | Felipe Miranda  | CHI Chile          | 8950   | 863.9        | 5.00/58/11.25 | 1000.0        | 58.9  | 913.7        | 2777.6      |
| Medalha de prata  | Jaret Llewellyn | CAN Canadá         | 360    | 1000.0       | 2.50/58/12.00 | 751.1         | 62.1  | 1000.0       | 2757.1      |
| Medalha de bronze | Javier Julio    | ARG Argentina      | 7070   | 682.4        | 5.00/58/11.25 | 1000.0        | 57.4  | 873.3        | 2555.7      |
| 4                 | Rodrigo Miranda | CHI Chile          | 8120   | 783.8        | 4.00/58/12.00 | 800.0         | 58.8  | 911.1        | 2494.9      |
| 5                 | Sandro Ambrosi  | MEX México         | 6610   | 638.0        | 3.50/58/11.25 | 957.1         | 48.4  | 630.7        | 2225.8      |
| 6                 | Adam Pickos     | USA Estados Unidos |        |              |               |               |       |              | DNS         |